# Mariam Shengelia
Mariam Šengelia (gruzínsky მარიამ შენგელია; * 14. května 2002 Samegrelo) je gruzínská zpěvačka, členka hudební skupiny Mix2ura. V roce 2025 reprezentovala s písní „Freedom“ Gruzii na Eurovision Song Contest.

## Mládí
Narodila se 14. května 2002 v historickém regionu Mingrelie na západě Gruzie a do svých deseti let vyrůstala v gruzínském hlavním městě Tbilisi. Poté se spolu s rodinou přestěhovala do Zugdidi. Již v dětství projevovala zájem o zpěv a vystupování, následně studovala hudební teorii a pěveckou techniku na Tbiliské státní konzervatoři. Mezi její první hudební vlivy patřila široká škála žánrů, včetně jazzu, popu a soulu.

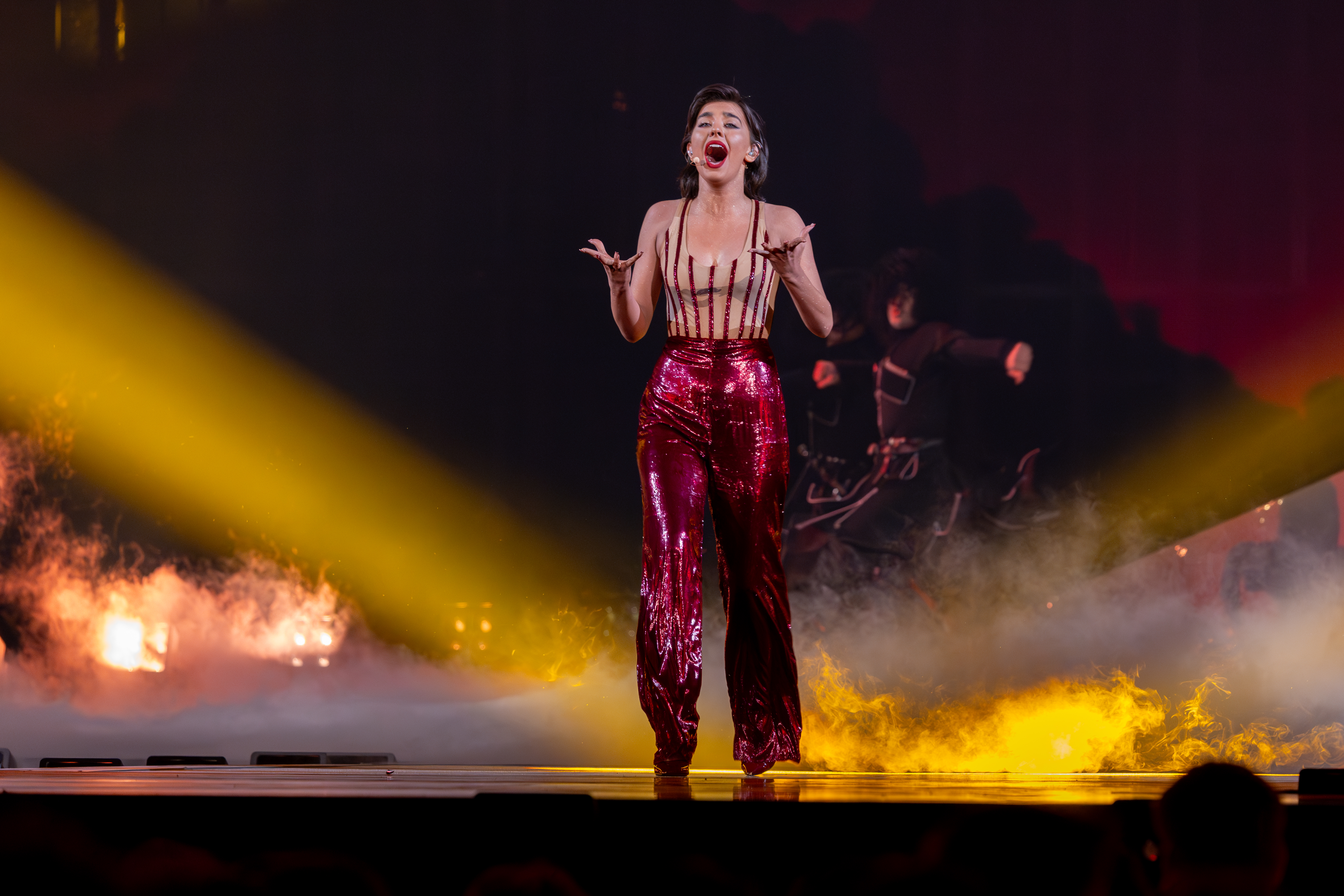
Shengelia vystupující s písní „Freedom“ na Eurovision Song Contest 2025

## Kariéra
V roce 2018 se poprvé dostala do širšího povědomí díky páté a závěrečné řadě soutěže X Factor Georgia, kde se probojovala až do semifinále. O rok později se zúčastnila druhé řady Georgian Idol, která sloužila k výběru gruzínského zástupce pro tehdy zrušený ročník Eurovision Song Contest 2020, kde se umístila na šestém místě. Kdyby se tehdejší ročník soutěže konal, mohla být jednou z doprovodných vokalistek u písně „Take Me as I Am“ Tornike Kipianiho, která byla k reprezentaci v daném roce vybrána. V roce 2021 soutěžila ve čtvrté řadě The Voice Sakartvelo (gruzínská obdoba The Voice), kde byla vyřazena v semifinále. O čtyři roky později skončila na druhém místě v soutěži Tsekvaven Varskvlavebi, což je gruzínská verze mediální franšízy Dancing with the Stars.
14. března 2025 oznámil Gruzínský veřejnoprávní vysílatel (GPB), že píseň „Freedom“ v podání Shengelie bude reprezentovat Gruzii na Eurovision Song Contest 2025 v Basileji. Ve druhém semifinále se umístila na předposledním 15. místě s 28 body a do finále se tak nekvalifikovala.

## Politické názory
Shengelia byla kritizována za svou veřejnou podporu vládní strany Gruzínský sen a za účast v reklamách a na koncertech, které tato strana podporovala. Sama zpěvačka uvedla, že prostřednictvím účasti na těchto koncertech chce šířit své hlavní poselství, kterým je mír. Podle zpráv médií se původně v roce 2023 účastnila protestů proti vládní straně a na svém facebookovém účtu v roce 2022 zveřejnila příspěvek, v němž se omluvila za kroky druhé Garibašviliho vlády v souvislosti s ruskou invazí na Ukrajinu.

## Diskografie
- 2025: „Freedom“